# يوهي تانيإكي
يوهي تانيإكي (باليابانية: 谷池 洋平) (5 أبريل 1977 في هيوغو في اليابان – )؛ هو لاعب كرة قدم ياباني سابق كان يلعب كمدافع.

## وصلات خارجية
- يوهي تانيإكي على موقع رابطة كرة القدم اليابانية للمحترفين (اليابانية)